# Place de la Croix-Bonneau
Pour les articles homonymes, voir Croix Bonneau.
La place de la Croix-Bonneau est une place de Nantes, en France.

## Caractéristiques
La place de la Croix-Bonneau est située dans le quartier Bellevue - Chantenay - Sainte-Anne, dans l'ouest de Nantes. Elle forme grossièrement un ovale, d'environ 100 m de long dans sa plus grande dimension et 60 m de large. Entourée d'immeubles de faible hauteur, elle constitue un rond-point dont le terre-plein central est gazonné.
La place se situe à l'intersection de deux boulevards : le boulevard Émile-Romanet à l'ouest et le boulevard Léon-Jouhaux à l'est. Outre ces deux voies, débouchent sur la place le boulevard Jean-Moulin au sud-ouest, la rue des Pavillons au sud-est et la rue du Corps-de-Garde au nord. Sur cette dernière, quasiment sur la place, se rejoignent deux rues parallèles aux deux boulevards cités plus haut : la route de Saint-Herblain à l'ouest et la rue de la Convention à l'est.
La place de la Croix-Bonneau est traversée par les voies de la ligne 1 du tramway de Nantes. Incidemment, l'arrêt Croix Bonneau n'est pas situé sur la place, mais immédiatement après, sur le boulevard Léon-Jouhaux.
La place tire son nom d'une croix de chemin en granite, qui est érigée sur son côté nord. Elle donne en partie son nom au micro-quartier de la Croix Bonneau-Bourderies.

## Historique
Avant le milieu du XXe siècle, la place de la Croix-Bonneau marque la limite occidentale de l'urbanisation de Nantes : au-delà s'étendent des zones de maraîchage et d'horticulture ; un octroi s'élève d'ailleurs sur la place jusqu'en 1944, qui est alors située à l'intersaction de la route de Saint-Herblain et de la rue de la Convention.
La zone s'urbanise à partir des années 1960. La construction de la ZUP de Bellevue conduit la ville de Nantes, pour le desservir, à acquérir en 1966 les terrains du futur boulevard Émile-Romanet, ainsi qu'aux abords de la place, qui est considérablement élargie vers le sud. En 1985, la place est traversée par le nouveau tramway.